# US Super Tour w biegach narciarskich 2018/2019
US Super Tour w biegach narciarskich 2018/2019 to kolejna edycja tego cyklu zawodów. Rywalizacja rozpoczęła się 1 grudnia 2018 r. w amerykańskim Rendezvous Ski Trails, a zakończy się 2 kwietnia 2019 r. w amerykańskim Presque Isle.
W poprzednim sezonie tego cyklu najlepsi byli Amerykanie: wśród kobiet Kaitlynn Miller, a wśród mężczyzn David Norris.

## Kalendarz i wyniki

### Kobiety
| Lp. | Data             | Miejscowość                             | Dystans                            | 1. miejsce            | 2. miejsce       | 3. miejsce       |
| --- | ---------------- | --------------------------------------- | ---------------------------------- | --------------------- | ---------------- | ---------------- |
| 1.  | 1 grudnia 2018   | Rendezvous Ski Trails                   | Sprint s. dowolnym                 | Julia Kern            | Rosie Frankowski | Hannah Halvorsen |
| 2.  | 2 grudnia 2018   | Rendezvous Ski Trails                   | 10 km s. dowolnym                  | Rosie Frankowski      | Guro Jordheim    | Becca Rorabaugh  |
| 3.  | 25 stycznia 2019 | Mt. Van Hoevenerg at the Olympic Sports | 5 km s. dowolnym                   | Jessica Yeaton        | Sophie Caldwell  | Katharine Ogden  |
| 4.  | 26 stycznia 2019 | Mt. Van Hoevenerg at the Olympic Sports | Sprint s. klasycznym               | Sophie Caldwell       | Jessica Yeaton   | Kelsey Phinney   |
| 5.  | 27 stycznia 2019 | Mt. Van Hoevenerg at the Olympic Sports | 10 km s. klasycznym (start masowy) | Kaitlyn Miller        | Jessica Yeaton   | Katharine Ogden  |
| 6.  | 15 lutego 2019   | Theodore Wirth Park                     | Sprint s. dowolnym                 | Alayna Sonnesyn       | Becca Rorabaugh  | Erika Flowers    |
| 7.  | 16 lutego 2019   | Theodore Wirth Park                     | 15 km s. klasycznym (start masowy) | Kaitlyn Miller        | Alayna Sonnesyn  | Elizabeth Guiney |
| 8.  | 17 lutego 2019   | Theodore Wirth Park                     | 5 km s. dowolnym                   | Nicole Schneider      | Alayna Sonnesyn  | Abigail Jarzin   |
| 9.  | 28 marca 2019    | Presque Isle                            | Sprint s. dowolnym                 | Sadie Maubet Bjornsen | Ida Sargent      | Julia Kern       |
| 10. | 30 marca 2019    | Presque Isle                            | 10 km s. klasycznym (start masowy) | Sadie Maubet Bjornsen | Rosie Brennan    | Dahria Beatty    |

### Mężczyźni
| Lp. | Data             | Miejscowość                             | Dystans                            | 1. miejsce             | 2. miejsce               | 3. miejsce                |
| --- | ---------------- | --------------------------------------- | ---------------------------------- | ---------------------- | ------------------------ | ------------------------- |
| 1.  | 1 grudnia 2018   | Rendezvous Ski Trails                   | Sprint s. dowolnym                 | Andrew Newell          | Benjamin Lustgarten      | Ricardo Izquierdo-Bernier |
| 2.  | 2 grudnia 2018   | Rendezvous Ski Trails                   | 15 km s. dowolnym                  | Benjamin Lustgarten    | Kyle Bratrud             | Akeo Maifeld-Carucci      |
| 3.  | 25 stycznia 2019 | Mt. Van Hoevenerg at the Olympic Sports | 10 km s. dowolnym                  | Kyle Bratrud           | Akeo Maifeld-Carucci     | Alexis Dumas              |
| 4.  | 26 stycznia 2019 | Mt. Van Hoevenerg at the Olympic Sports | Sprint s. klasycznym               | Antoine Briand         | Dominique Moncion-Groulx | Benjamin Saxton           |
| 5.  | 27 stycznia 2019 | Mt. Van Hoevenerg at the Olympic Sports | 15 km s. klasycznym (start masowy) | Kyle Bratrud           | Adam Martin              | Andy Shields              |
| 6.  | 15 lutego 2019   | Theodore Wirth Park                     | Sprint s. dowolnym                 | Antoine Briand         | Tyler Kornfield          | Forrest Mahlen            |
| 7.  | 16 lutego 2019   | Theodore Wirth Park                     | 20 km s. klasycznym (start masowy) | Zak Ketterson          | Benjamin Lustgarten      | Mathias Aas-Rolid         |
| 8.  | 17 lutego 2019   | Theodore Wirth Park                     | 10 km s. dowolnym                  | Matthew Edward Liebsch | Zak Ketterson            | Akeo Maifeld-Carucci      |
| 9.  | 28 marca 2019    | Presque Isle                            | Sprint s. dowolnym                 | Simi Hamilton          | Erik Bjornsen            | Graham Ritchie            |
| 10. | 30 marca 2019    | Presque Isle                            | 15 km s. klasycznym (start masowy) | Erik Bjornsen          | Simi Hamilton            | Gus Schumacher            |

### Sztafety mieszane
| Lp. | Data          | Miejscowość  | Dystans                  | 1. miejsce | 2. miejsce | 3. miejsce |
| --- | ------------- | ------------ | ------------------------ | ---------- | ---------- | ---------- |
| 11. | 31 marca 2019 | Presque Isle | Sztafeta mieszana 4x5 km |            |            |            |

## Klasyfikacje
| Lp. | Zawodniczka             | Punkty |
| --- | ----------------------- | ------ |
| 1.  | Julia Kern              | 343    |
| 2.  | Kaitlynn Miller         | 302    |
| 3.  | Jessica Yeaton          | 280    |
| 4.  | Caitlin Patterson       | 272    |
| 5.  | Alayna Sonnesyn         | 249    |
| 6.  | Rosie Frankowski        | 225    |
| 7.  | Hannah Halvorsen        | 210    |
| 8.  | Becca Rorabaugh         | 203    |
| 9.  | Hailey Swirbul          | 202    |
| 10. | Ida Sargent             | 184    |
| 11. | Sadie Maubet Bjornsen   | 180    |
| 12. | Elizabeth Guiney        | 176    |
| 13. | Katherine Stewart-Jones | 173    |
| 14. | Kelsey Phinney          | 167    |
| 15. | Katharine Ogden         | 159    |

| Lp. | Zawodnik             | Punkty |
| --- | -------------------- | ------ |
| 1.  | Kyle Bratrud         | 307    |
| 2.  | Benjamin Saxton      | 235    |
| 3.  | David Norris         | 222    |
| 4.  | Benjamin Lustgarten  | 221    |
| 5.  | Akeo Maifeld-Carucci | 214    |
| 6.  | Peter Holmes         | 192    |
| 7.  | Forrest Mahlen       | 187    |
| 7.  | Gus Schumacher       | 182    |
| 9.  | Zak Ketterson        | 173    |
| 10. | Erik Bjornsen        | 170    |
| 11. | Antoine Briand       | 165    |
| 12. | Simi Hamilton        | 152    |
| 13. | Logan Hanneman       | 148    |
| 14. | Adam Martin          | 146    |
| 14. | Scott Patterson      | 146    |